# BTS (formație)
BTS (Hangul: 방탄소년단; RR: Bangtan Sonyeondan), este o trupă sud-coreeană formată din șapte membri, sub agenția Big Hit Music. Ei au debutat pe 13 Iunie 2013 cu piesa No More Dream din primul lor single, 2 Cool 4 Skool. Cu această muzică, BTS a câștigat premiile New Artist of the Year la Melon Music Awards, Golden Disc Awards și Seoul Music Awards. Trupa a continuat să crească pe scară largă cu următorele lor lucrări: albumul Dark&Wild (2014) și EP-urile The Most Beautiful Moment in Life, Part 1 (2015), The Most Beautiful Moment in Life, Part 2 (2015) și The Most Beautiful Moment in Life: Young Forever (2016), cu ultimele două intrând în topul Billboard 200. În 2016, The Most Beautiful Moment in Life: Young Forever a câștigat premiul Album of the Year la Melon Music Awards. 
Cel de al doilea album al trupei, Wings (2016), a ajuns pe locul 26 în Billboard 200, devenind cel mai înalt loc pe care a ajuns un album coreean până atunci. În țara lor natală, Coreea de Sud, Wings a devenit cel mai bine vândut album din istoria Gaon Album Chart. Albumul a fost vândut în mai mult de 1,5 milioane de copii, fiind primul album al trupei care a atins un milion de vânzări. 
Următoarea lansare, Love Yourself: Her (2017), a debutat pe locul 7 în Billboard 200. BTS a reușit de asemenea să debuteze în Billboard Hot 100 pentru prima dată, cu melodia DNA, ce a intrat pe locul 85, reușind să ajungă până pe locul 67. O altă melodie din album, Mic Drop, a fost remixată de Steve Aoki cu o prezentare a rapper-ul american Desiigner și a ajuns până pe locul 28 în Billboard Hot 100. Ambele melodii au fost certificate cu Aur de către RIAA (Recording Industry Association of America), BTS devenind astfel prima trupă coreeană care primește o certificare în SUA. Albumul a vândut peste 1,2 milioane de copii în prima lună de la lansare, revendincându-și titlul de cel mai bine vândut album în istoria clasamentului și devenind cel mai bine vândut album coreean în 16 ani, doborând recordul stabilit de albumul trupei g.o.d, în 2001. 
Cel de-al treilea album, Love Yourself: Tear (2018), a debutat pe locul 1 în Billboard 200, devenind primul act coreean care a realizat acest lucru. Piesa de titlu a albumului, Fake Love, este al treilea cântec al grupului care ajunge la certificarea de Aur in SUA. De asemenea, cântecul a debutat pe locul 10 în Billboard Hot 100, marcând astfel cea mai înaltă poziție atinsă vreodată de un grup coreean până atunci.
Love Yourself: Answer, un album de compilație, lansat pe 24 august 2018, a debutat și el pe #1 pe Billboard 200, iar piesa Idol a debutat pe locul 11 în Billboard Hot 100. Albumul a vândut peste 1,9 milioane de exemplare în prima lună, BTS depășindu-și propriul record.
De la debutul lor, trupa a vândut mai mult de 30 milioane de albume în întreaga lume.
Cunoscuți pentru larga lor prezență în Social Media, BTS a fost listat de către Forbes ca cel mai retweeted artist pe Twitter în Martie 2016. După aceea, Twitter a lansat pentru prima dată K-pop Twitter emojis cu BTS în Mai. În Octombrie 2016, Billboard a plasat BTS pe locul 1 în clasamentul lor, Social 50, devenind astfel prima trupă coreeană care a reușit să ajungă pe locul 1. Până în prezent, au petrecut 113 săptămâni pe locul 1 în Social 50. În același an, au ajuns în YouTube's Music Global Top 100: locul 17 în clasamentul video, locul 6 în clasamentul artiștilor și locul 14 în clasamentul melodiilor. În Februarie 2017, realizările trupei au condus la apariția trupei pe locul 5 în lista Forbes Korea Power Celebrity , o listă ce clasează cele mai puternice și influente celebrități sud-coreene. În luna Mai al aceluiași an, BTS a câștigat premiul Top Social Artist Award la Billboard Music Awards, devenind prima trupă K-pop ce câștigă un BBMA. În Iunie 2017, revista Time a numit trupa una din 25 cele mai influente persoane de pe internet. Pe 20 Noiembrie 2017, Cartea Recordurilor a dezvăluit că BTS a câștigat un loc în ediția din 2018 a cărții. În 2018, BTS a devenit numărul 1 în lista Celebrity Forbes Korea Power Celebrity, primind și  Order of Cultural Merit din partea guvernului sud-coreean. În Octombrie 2018, BTS a fost prezent pe coperta revistei Time, iar Time îi numește drept "Next Generation Leaders". 
Primul lor concert la Londra a fost pe Stadionul Wembley, unde au fost aproximativ 60.000 de oameni, 90.000 fiind capacitatea maximă.
În Mai 2019 trupa a ajuns iarăși la BBMAS ca fiind prima trupă sud-coreeană ce câștigă premiul 'Top Duo/Group'.În același an BTS reușește să ajungă la MTV Music Awards participând la categoriile "Best K-pop","Best collaboration", "Best choreography" și "Best art direction" cu piesa "Boy with Luv" cântată alături de cântăreața americană Halsey.
Începând cu 13 decembrie 2022, grupul își va începe separarea programată pentru a-și finaliza serviciul militar obligatoriu, cu o reuniune planificată pentru 2025.

## Nume
Numele trupei BTS este un acronim pentru expresia coreeană Bangtan Sonyeondan (Hangul: 방탄소년단; Hanja: 防彈少年團), traducându-se în "Cercetașii Anti-glonț" în română și "Bulletproof Boy Scouts" în engleză. În Japonia, sunt cunoscuți sub numele de Bōdan Shōnendan (防弾少年団), care se traduce la fel. În Iulie 2017, BTS a anunțat că pe lângă denumirile de "Bangtan Sonyeondan" sau "Bulletproof Boy Scouts", acronimul va reprezenta și "Beyond the Scene" ca parte a noii lor identități de brand.

## Istorie

### 2010-2014: Debut și succes moderat
Audițiile pentru o posibilă trupă de băieți au fost ținute în 2010 și 2011 de către Big Hit Entertainment, consistența membrilor trecând prin mai multe schimbări până a fost finalizată cu Jin, Suga, J-Hope, RM, Jimin, V și Jungkook în 2012. Cu 6 luni înaintea debutului au început să primească atenție pentru prezența lor pe diferite site-uri de socializare, precum și cover-uri pe YouTube și SoundCloud. 
Albumul de debut al trupei 2 Cool 4 Skool, primul din ”trilogia lor școlară”, a fost lansat simultan cu single-ul ”No More Dream” pe 12 Iunie 2013. În timp ce albumul a ajuns până pe locul 5 în Gaon Album Chart și a vândut peste 105.000 copii, ”No More Dream” și ulteriorul single ”We Are Bulletproof Pt. 2” nu au fost hit-uri majore. Extinzându-și eforturile în Japonia, ”No More Dream” a fost mai târziu reînregistrată în japoneză și lansată pe 4 iunie 2014.
A doua parte din ”trilogia școlară”, albumul O!RUL8,2?, a fost lansat pe 11 septembrie 2013, vânzând peste 120.000 de copii la zi și ajungând pe locul 4. Single-urile suport ”N.O” și ”Attack on Bangtan” (Korean: 진격의 방탄; Revised Romanization: Jingyeogui Bangtan) au eșuat în a se clasa pe un loc înalt. În aceeași lună, BTS a jucat în propriul show de pe SBS-MTV, Rookie King Channel Bangtan, bazat pe o stație de difuzare falsă, ”Channel Bangtan”, prin care membrii parodiau diverse show-uri precum VJ Special Forces and MasterChef Korea. La sfârșitul anului, BTS a fost recunoscut cu mai multe premii New Artist of the Year, incluzând în 2013 la Melon Music Awards și Golden Disc Awards și în 2014 la Seoul Music Awards. 
Ultima parte din „trilogia școalară” , Skool Luv Affair (2014) a ajuns în vârful topului Gaon Chart și a vândut peste 200.000 copii. A ajuns de asemenea până pe locul 3 în clasamentul Billboard World Albums Chart. Albumul a fost sprijinit de single-urile „Boy in Luv” (Korean: 상남자; RR: Sang-namja) și ”Just One Day” (Korean: 하루만; RR: Haruman). În luna Iunie al aceluiași an, BTS a participat ca jurat pentru un concurs de cover-uri de dans K-pop în cadrul festivalului Bridge To Korea din Rusia, un eveniment care viza să promoveze turismul între cele două țări, unde BTS a dansat, de asemenea, și pe scenă. În August, trupa a participat la KCON în Los Angeles. În aceeași lună, au lansat primul lor studio album coreean, Dark & Wild, care a ajuns până pe locul 2 în Gaon Chart și a vândut peste 200.000 de copii. A fost sprijinit de 2 single-uri: ”Danger” și ”War of Hormone” (Korean: 호르몬 전쟁, RR: Horeumon Jeonjaeng).  
Studio Albumul japonez, Wake Up (2014), lansat în luna Decembrie, a ajuns pe locul 3 în clasamentul săptămânal Oricon Albums Chart și a vândut 25.000 de copii. Pe lângă versiunile japoneze ale vechilor melodii, albumul a mai conținut melodiile originale ”Wake Up” și ”The Stars”. Primul lor turneu de concerte, 2014 BTS Live Trilogy – Episode II: The Red Bullet, a fost ținut din Octombrie până în Decembrie.

## Membri
Primii membri ai trupei BTS au fost recrutați prin intermediul BigHit la audițiile din 2010 și 2011, singurul membru rămas din vechea trupă fiind Kim Nam-joon sau după numele său de scenă pe care l-a redenumit la sfârșitul anului 2017, RM. Cu o jumătate de an înainte de debut, membrii au început alegerea numelui lor și crearea unei relații cu fanii prin intermediul Twitter-ului, blog-urilor video, posturilor fancafe, și prin lansarea de diverse melodii prin intermediul YouTube-ului și SoundCloud-ului.

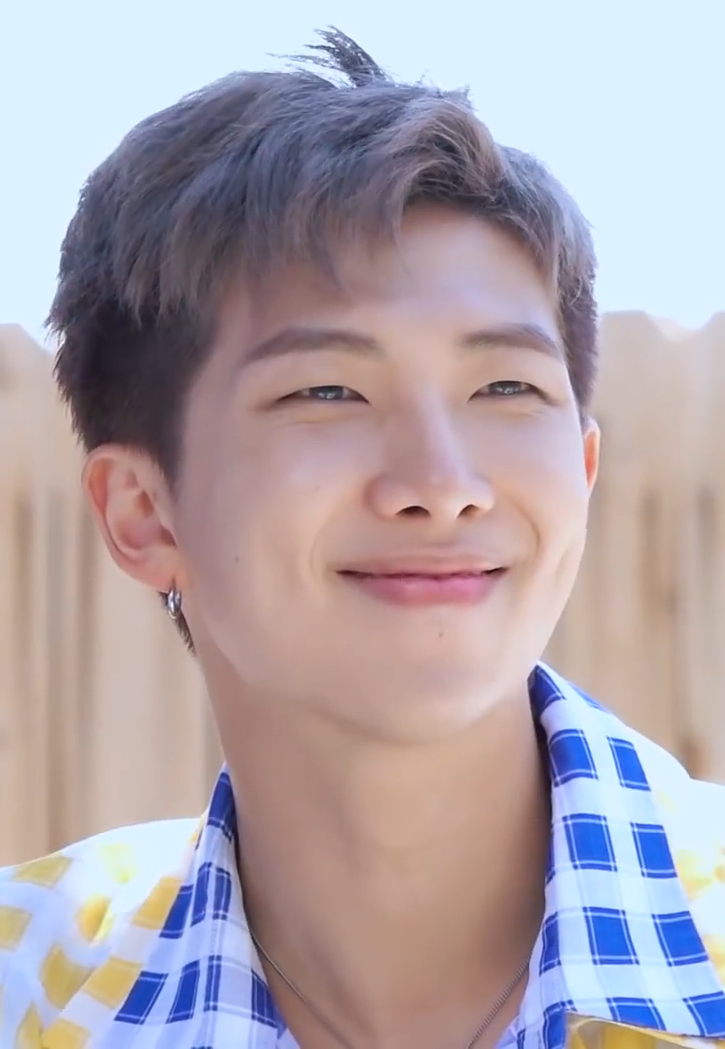
Kim Nam-Joon (RM)
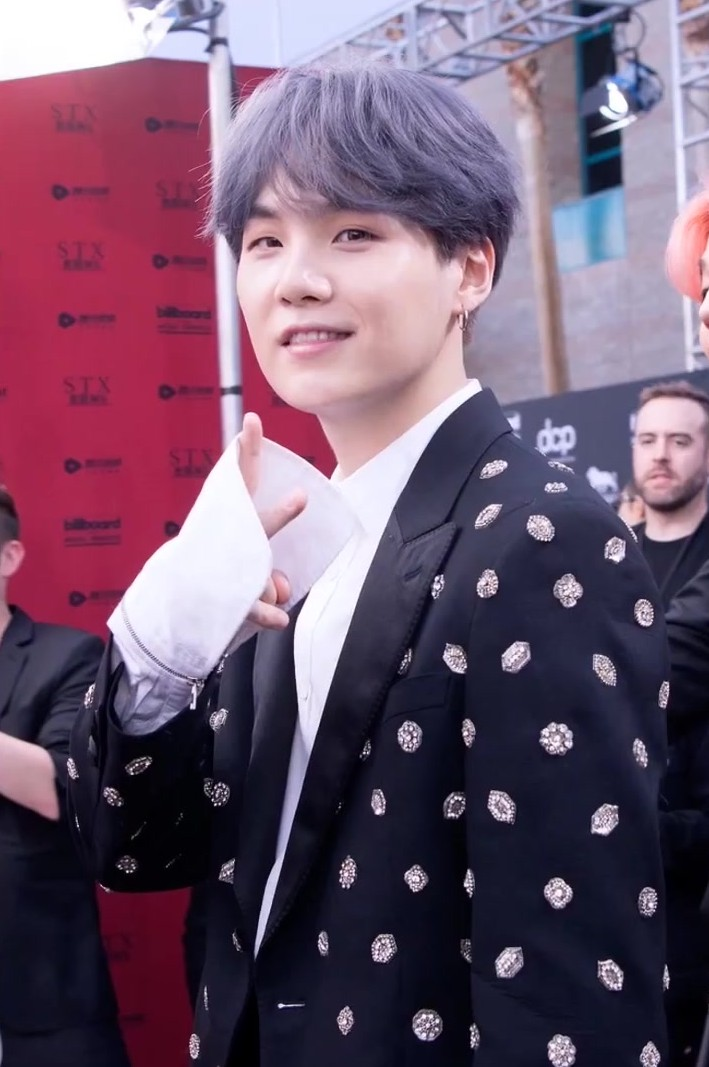
Min Yoon-Gi (Suga)
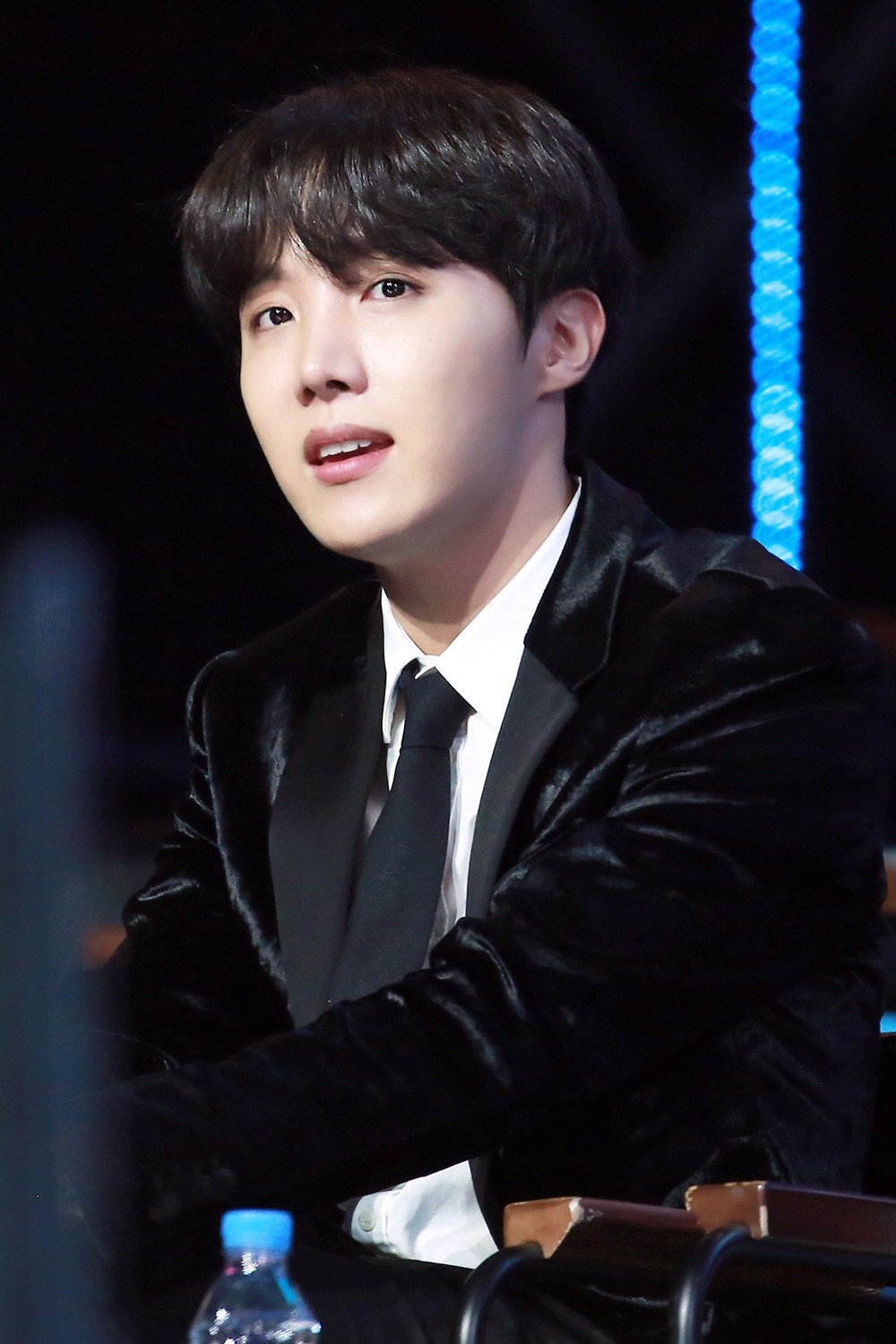
Jung Ho-Seok (J-Hope)
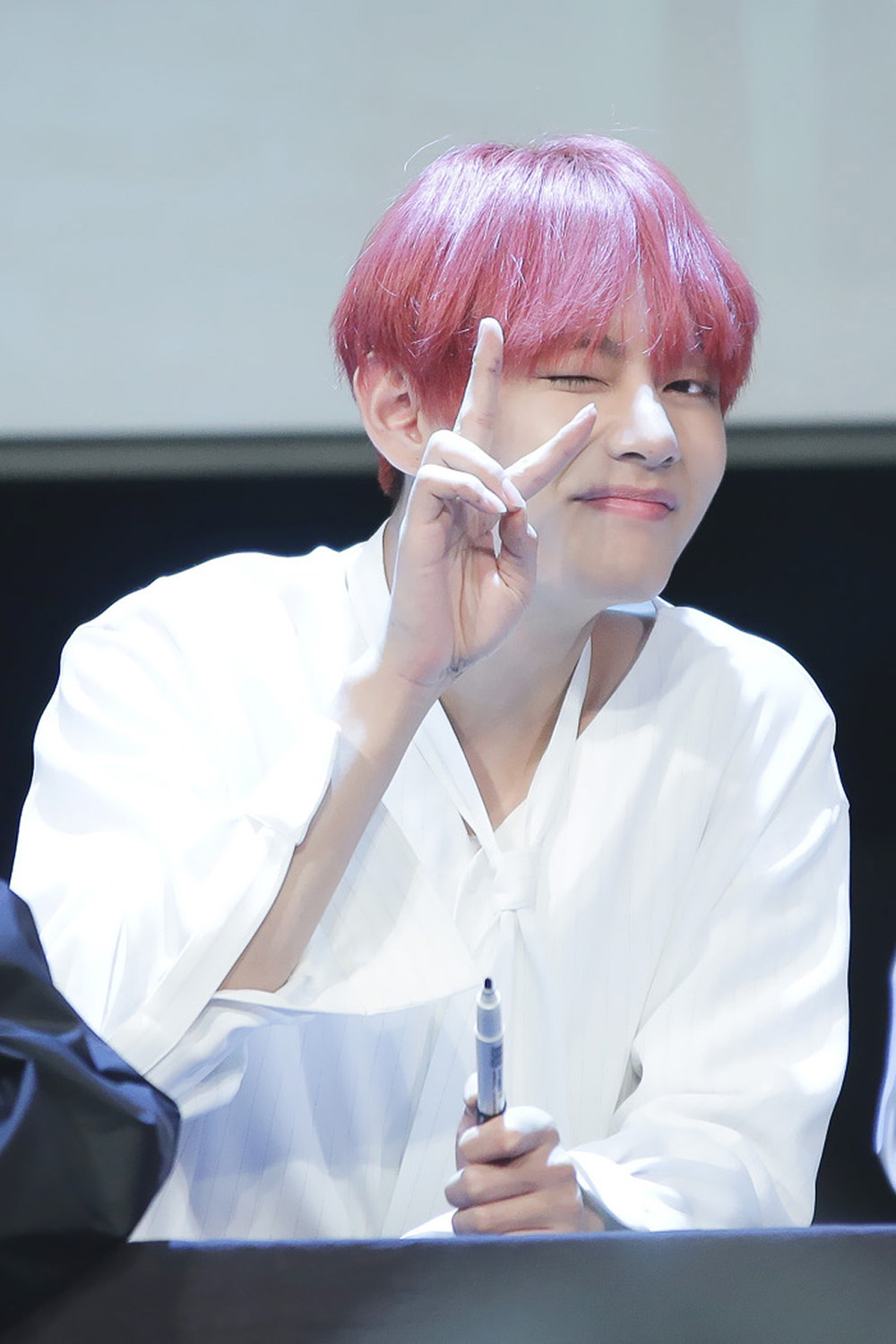
Kim Tae-hyung (V)
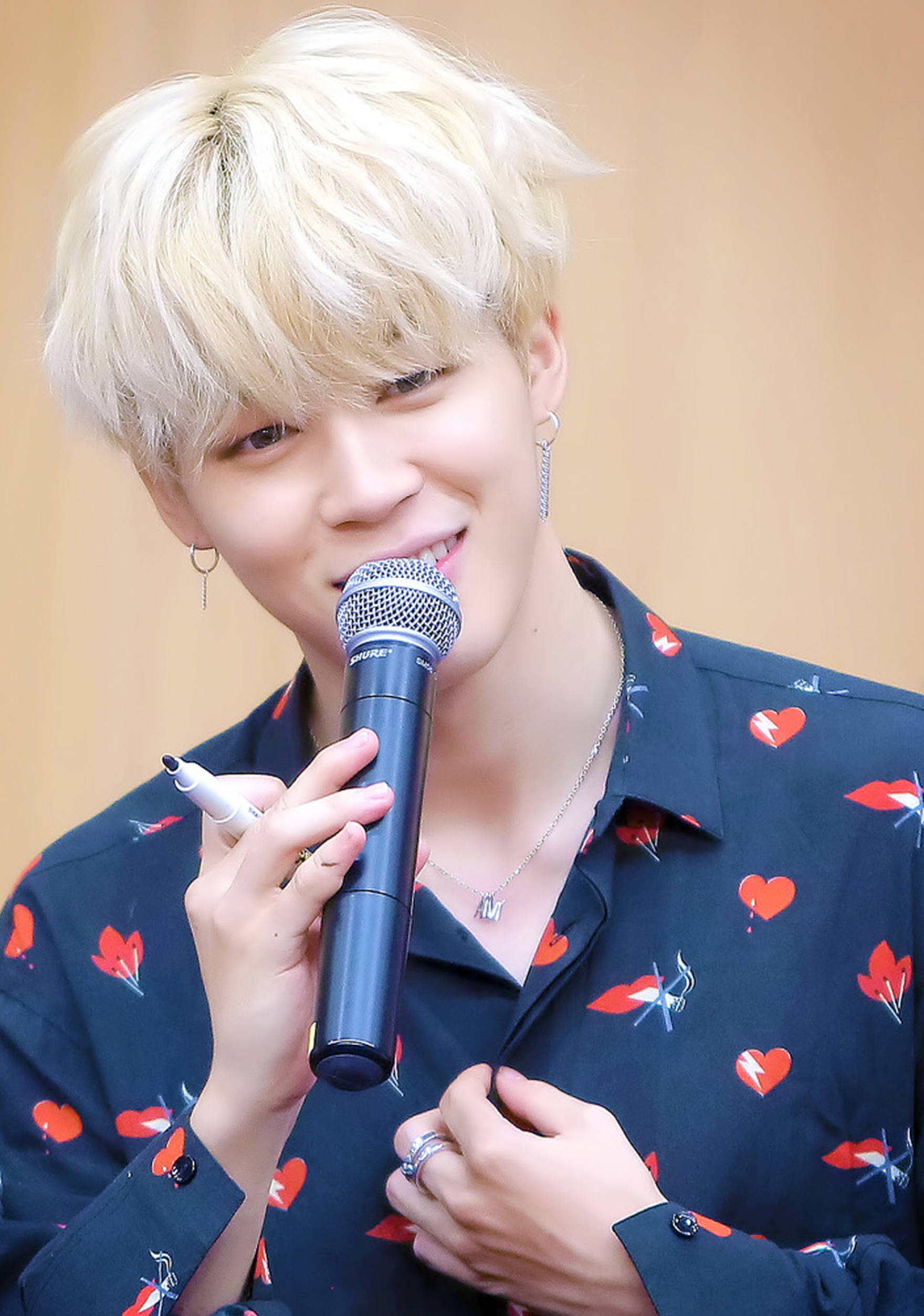
Park Ji-Min (Jimin)
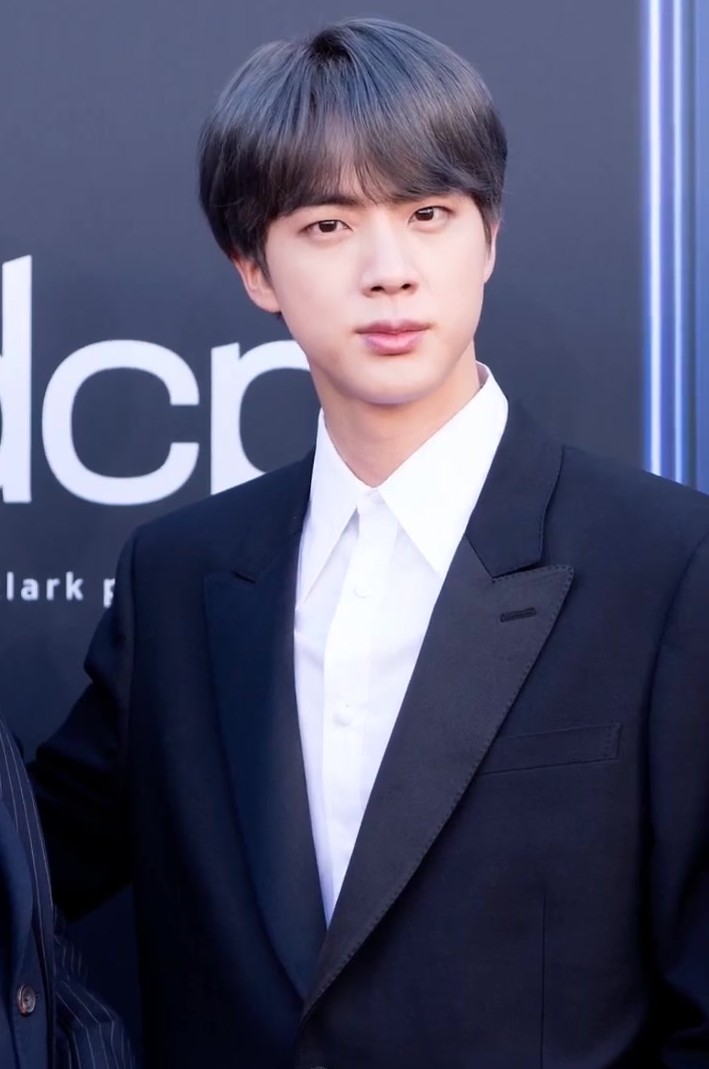
Kim Seok-Jin (Jin)
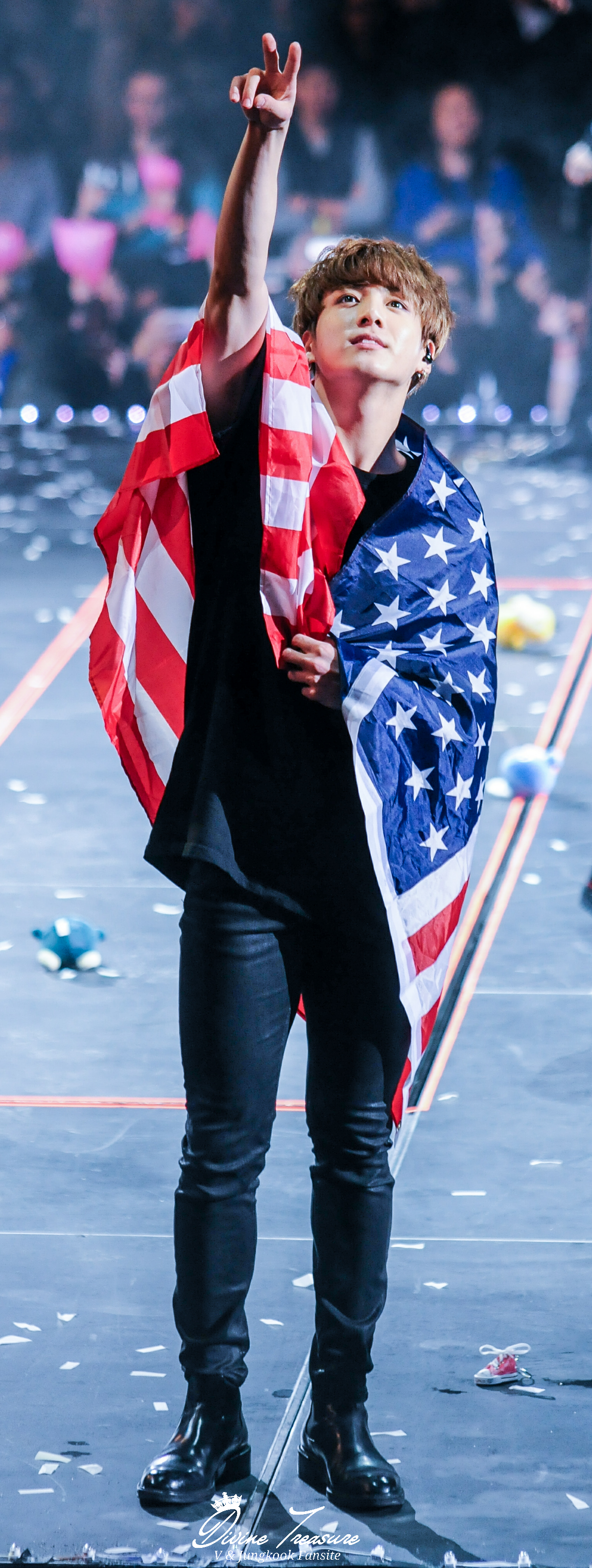
Jeon Jung-Kook (Jung Kook)

### Rapperi
RM (1994)
Kim Nam-Joon (hangul: 김남준; n. 12 septembrie 1994), cunoscut și ca RM, este un producător și compozitor din Coreea de Sud. El este liderul și rapper-ul principal al trupei BTS. În 2015, acesta și-a lansat primul său mixtape, numit RM, urmând ca în 2018 să îl lanseze si pe cel de-al doilea, numit MONO. Până acum a colaborat cu mari artiști precum Wale, Fall Out Boy, Gaeko, Warren G și MBFTY. 
S-a născut în Ilsan-gu, Goyang, Coreea de Sud, unde a crescut împreună cu sora lui mai mică, Kim Geong Min și părinții săi. A studiat la Global Cyber University unde a obținut o diplomă de onoare în Broadcasting și Performing Art. A locuit timp de șase luni în Noua Zeelandă, unde a putut să își însușească mai bine limba engleză. Și-a început cariera muzicală ca solist sub numele de Runch Randa în 2008, urmând ca în 2010 să se alăture companiei BigHit Entertainment sub numele de Rap Monster, schimbându-și din nou numele în RM în 2017 („Real Me”).

Suga (1993)
Min Yoongi (hangul: 민윤기; n. 9 martie 1993), cunoscut ca Suga sau Agust D, este un rapper, compozitor și producător din Coreea de Sud. În 2016, acesta și-a lansat mixtape-ul numit Agust D. Suga a compus peste 60 de cântece, inclusiv „Wine”, melodia cântăreței sud-coreene Suran, care a câștigat „Best Soul/R&B track of the year” la Premiile Melon Music 2017. 
Pseudonimul Agust D reprezintă orașul său natal „DT, Daegu Town”.

J-Hope (1994)
Jung Hoseok (hangul: 정호석; n. 18 februarie 1994) sau J-Hope (stilizat j-hope) este rapper, sub-vocalist, producător și compozitor. J-Hope și-a lansat primul mixtape, numit Hope World, în anul 2018. Albumul a debutat pe locul 63 în topul Billboard 200.
Născut în Gwangju, Coreea de Sud, acesta a locuit împreună cu părinții săi și sora lui. J-Hope este bine cunoscut pentru mișcările sale de dans, câștigând numeroase premii locale. Numele de scenă provine din dorința sa de a reprezenta speranța pentru fani, precum și de a fi „the hope of BTS”. Este, de asemenea, o referință la mitul Pandorei.

### Vocaliști
V (1995)
Kim Tae-hyung (hangul: 김태형; n. 30 decembrie 1995), cunoscut drept V, este vocalist, lead-dancer (lider de dans) și vizual al grupului. V este cel mai mare dintre frații săi, având o soră mai mică (Kim Eon-jin) și un frate mai mic (Kim Jeong-gyu).
El este singurul membru din BTS care în prezent urmărește o carieră de actor. V a apărut în drama coreeană de televiziune Hwarang, o serie care a început în decembrie 2016 și și-a terminat difuzarea în februarie 2017. El și colegul său Jin au cântat „Even If I Die, It's You” pentru coloana sonoră a dramei.
Jimin (1995)
Park Ji-min (hangul: 박지민; n. 13 octombrie 1995), cunoscut drept Jimin, ocupă în grup pozițiile de lead vocalist (lider vocalist) și dansator principal. Are un frate mai mic, numit Park Ji-hyun. Jimin a devenit interesat de o carieră muzicală după ce a urmărit unul dintre spectacolele artistului sud-coreean Rain. A dat o audiție pentru BigHit Entertainment, alăturându-se în cele din urmă companiei în 2012. Jimin a studiat dansul contemporan la Liceul de Arte din Busan, fiind student de top în departamentul de dans modern. 
Jin (1992)
Kim Seok-jin (hangul: 김석진; n. 4 decembrie 1992), cunoscut ca Jin, este unul dintre vocaliști și vizuali al grupului. Kim Seok-Jin a fost descoperit în timp ce studia la universitate și a fost invitat la o audiție pentru BigHit Entertainment. Când BTS și-a lansat primul album în 2013, 2 Cool 4 Skool, Jin a debutat ca unul dintre cei patru vocaliști ai grupului. În 2016, Jin a produs „Awake”, o melodie melancolică care îmbină balada orchestrală cu un bas ritmic. Aceasta a debutat în Billboard 200 pe locul 26.
Jungkook (1997)
Jeon Jungkook (hangul: 전정국; n. 1 septembrie 1997) , cunoscut ca Jungkook, este cel mai tânăr membru al grupului. Pozițiile sale în grup sunt de vocalist principal, lead dancer (lider de dans) și subrapper. Jungkook și-a început cariera alăturându-se lui BigHit Entertainment după ce a participat la audițiile show-ului de talente sud-coreean Superstar K3, fiind ales în 2011 la audițiile din orașul Daegu. Sub BTS, și-a lansat două piese solo; prima a fost o piesă pop cu titlul "Begin" pe albumul Wings din 2016. Cea de-a doua, o piesă future bass, "Euphoria", a fost lansată inițial ca parte dintr-un scurtmetraj BTS intitulat "Euphoria: Theme of Love Yourself 起 Wonder" și mai târziu pe Love Yourself: Answer.

## Discografie
| Albume de studio în coreeană - Dark & Wild (2014) - Wings (2016) - Love Yourself: Tear (2018) - Map of the Soul: 7 (2020) - Be (2020) | Albume de studio în japoneză - Wake Up (2014) - Youth (2016) - Face Yourself (2018) - Map of the Soul: 7 – The Journey (2020) |